# 茨城県立石下紫峰高等学校
茨城県立石下紫峰高等学校（いばらきけんりつ いしげしほう こうとうがっこう）は、茨城県常総市（旧結城郡石下町）に所在する公立の高等学校。「紫峰（しほう）」と略される。

## 設置学科
- 普通科（単位制）

## 概要
茨城県立高校再編による統廃合により、茨城県常総市の茨城県立石下高等学校と同県つくば市の茨城県立上郷高等学校とが合併し、2009年4月に開校した（条例上の設置は2008年10月1日）。敷地や諸設備は旧石下高校のものをそのまま利用しているが、条例上は石下紫峰高校と石下高校は別々の高校である。
なお、旧石下高校に入学した生徒はそのまま卒業まで石下高校の生徒として石下紫峰高校と同じ校舎で学んでいたため、2009年4月から2011年3月までは石下高校と石下紫峰高校の生徒が混在して同じ校舎で学んでいたことになる。
- 校名の「石下紫峰」であるが、「石下」は旧石下高校から取ったものであり、「紫峰」は旧上郷高校の合宿所名から取ったものである。（一般名称としては、「紫峰」とは筑波山の雅称である。）

2015年度より教育課程が再編され、アクティブスクール（少人数指導や習熟度別学習、短い時間での授業を導入し、確実な基礎学力の定着促進とキャリア教育の一層の充実を図る学校）として再スタートを切った。

## 校章
千葉大学教育学部教授の後藤雅宣により作成された。
「紫峰」筑波山のイメージを背景として、「石下」の「I」と「紫峰」の「S」をデザイン化した。新しい時代を開き、そして上方に伸び行くイメージを表している。また「S」の文字には、石下紫峰高校の両側を流れる「鬼怒川」・「小貝川」のイメージを込めている。

## 校訓
- 未来を拓く
  - 自主（石下高校校訓から）
  - 協同（上郷高校校訓から）
  - 創造（単位制普通科の特色）

## 校歌
- 作詞 山上路夫
- 作曲 佐々木厚
- 曲名 「今日もそして明日も」
  - 単なる「石下紫峰高校校歌」ではなく、上記の曲名が付いている。

## スクールバス（廃止）
合併に伴って旧石下高校・旧上郷高校時代より通学区が広がったため、2009年4月から2015年3月までスクールバスが運行されていた（運行は民間業者に委託）。通常は登校時1便、下校時2便が運行されていたが、2015年3月をもって全廃された。つくば駅・上郷・吉沼・大曽根方面に運行されていた。

## アクセス
- 関東鉄道常総線石下駅から徒歩20分
- 関東鉄道常総線南石下駅から徒歩15分
- 関鉄パープルバス「石下紫峰高校前」停留所から徒歩3分